# Mesogloea
Mesogloea eller mesoglea är en klar, trög, och geléliknande substans som utgör en stor del av kroppar hos många nässeldjur som maneter, kammaneter och andra primitiva havslevande organismer.
Mesogloea fungerar som en bärande struktur i stället för ben och brosk. Denna funktion kan substansen dock bara upprätthålla i vatten, på land kollapsar organismerna.
I messogloean hos nässeldjur finns även det primitiva nervnät som styr organismen.